# 伊格爾湖 (伊利諾伊州)
伊格爾湖（英語：Eagle Lake）是位於美國伊利諾伊州威爾縣的一個非建制地區。該地的面積和人口皆未知。

## 地理
伊格爾湖的座標為41°22′01″N 87°33′07″W / 41.36694°N 87.55194°W，而該地的平均海拔高度為221米（即725英尺）。